# Thermonotus pasteuri
Thermonotus pasteuri är en skalbaggsart som beskrevs av Conrad Ritsema 1890. Thermonotus pasteuri ingår i släktet Thermonotus och familjen långhorningar. Inga underarter finns listade i Catalogue of Life.